# Karol Martel (filozof)
Karol Martel (ur. 16 września 1916 w Warszawie, zm. 15 grudnia 2000) – polski filozof marksistowski, kierownik katedry filozofii i socjologii Wyższej Szkoły Nauk Społecznych przy KC PZPR w Warszawie, badacz i znawca fenomenologii Edmunda Husserla.

## Życiorys
Syn Abrama, znany także jako Karol Finkelraut. W latach 1934–1938 był członkiem Komunistycznego Związku Młodzieży Polski oraz Związku Niezależnej Młodzieży Socjalistycznej „Życie”. Od 1941 do 1945 należał do Komsomołu. W 1945 został członkiem Polskiej Partii Robotniczej. W 1945 został kierownikiem działu „Trybuny Robotniczej” w Katowicach, a od 1948 do 1949 był jej redaktorem naczelnym. W 1948 był delegatem na zjazd zjednoczeniowy PPR i PPS, od 1948 w PZPR. W latach 1949–1950 był zastępcą kierownika Wydziału Propagandy Masowej Komitetu Centralnego PZPR. W latach 1950–1967 był kolejno pracownikiem Instytutu Kształcenia Kadr Naukowych (IKKN), Instytutu Nauk Społecznych (INS) i Wyższej Szkoły Nauk Społecznych (WSNS) przy KC PZPR, w 1951 został zastępcą kierownika Katedry Materializmu w IKKN.

## Najważniejsze prace
- Marksistowski materializm a filozoficzna koncepcja człowieka społecznego (wyd. Książka i Wiedza, 1958, 1960 – 2 wyd.)
- Ideologia a nauka: stenogramy wykładów wygłoszonych na krajowym seminarium z wybranych zagadnień filozoficznych (wyd. Książka i Wiedza, 1960)
- Podstawowe zagadnienia marksistowskiej teorii poznania: wykłady w Wyższej Szkole Nauk Społecznych w latach 1958–1959 (wyd. Państwowe Wydawnictwo Naukowe, 1961, 1963 – 2 wyd., 1965 – 3 wyd.)
- Lenin (wyd. Wydawnictwo „Wiedza Powszechna”, 1965)
- U podstaw fenomenologii Husserla (wyd. Książka i Wiedza, 1967)

## Ordery i odznaczenia
- Srebrny Krzyż Zasługi (18 stycznia 1946)[5]
- Medal 10-lecia Polski Ludowej (24 stycznia 1955)[6]